# BMW R 1200 S
La R 1200 S est un modèle de motocyclette du constructeur bavarois BMW.
Elle remplace peu à peu la gamme R 1150, dont elle reprend les caractéristiques de base du moteur. La cylindrée passe à 1 170 cm3 par l'allongement de la course des pistons de 2,4 mm.
La R 1200 S apparaît fin 2005. C'est le modèle sportif de la gamme.
La puissance passe à 122 chevaux à 8 250 tr/min pour 190 kg à sec.
Elle est vendue 13 500 € hors options (ABS, ordinateur de bord, poignées chauffantes, jantes sport, amortisseur Ohlins, etc.).
Elle est retirée du catalogue BMW en 2008 faute d'avoir su trouver son public.